# Olympische Geschichte Georgiens
| Gelbes Symbol für Goldmedaillen mit stilisierten Olympischen Ringen | Graues Symbol für Silbermedaillen mit stilisierten Olympischen Ringen | Braundes Symbol für Bronzemedaillen mit stilisierten Olympischen Ringen |
| ------------------------------------------------------------------- | --------------------------------------------------------------------- | ----------------------------------------------------------------------- |
| 10                                                                  | 12                                                                    | 18                                                                      |

Georgien, dessen NOK, das Georgische Nationale Olympische Komitee, 1989 gegründet und 1993 vom IOC anerkannt wurde, nimmt seit 1994 an allen Olympischen Spielen, Winter- und Sommerspiele, teil. Sportler aus Georgien traten in der Zeit der Sowjetunion von 1952 bis 1988 für die sowjetische Olympiamannschaft an. 1992 waren georgische Sportler in die Mannschaft der GUS integriert.
Insgesamt traten 138 Athleten, unter ihnen 27 Frauen, an. Sportler aus Georgien konnten bislang 40 Medaillen, alle bei Sommerspielen, gewinnen. Erster Medaillengewinner war am 23. Juli 1996 der Judoka Soso Liparteliani, der die Bronzemedaille im Halbmittelgewicht gewann. Erster Olympiasieger Georgiens wurde am 18. August 2004 der Judoka Surab Swiadauri mit seinem Sieg im Mittelgewicht. Einzige Frau mit einer Medaille ist die Sportschützin Nino Salukwadse, die 2008 Bronze mit der Luftpistole gewann, 20 Jahre nach ihrem Olympiasieg für die Sowjetunion mit der Sportpistole.
Jüngstes Mitglied einer georgischen Mannschaft war 2010 die Eiskunstläuferin Allison Reed. Die gebürtige US-Amerikanerin ging im Alter von 15 Jahren an den Start. Der Segler Guram Biganischwili war 1996 im Alter von 46 Jahren ältester Starter.

## Übersicht der Teilnehmer

### Sommerspiele
| Jahr      | Athleten                 | Athleten                 | Athleten                 | Sportarten               | Sportarten               | Sportarten               | Sportarten               | Sportarten               | Sportarten               | Sportarten               | Sportarten               | Sportarten               | Sportarten               | Sportarten               | Sportarten               | Sportarten               | Sportarten               | Sportarten               | Sportarten               | Sportarten               | Sportarten               | Sportarten               | Sportarten               | Sportarten               | Sportarten               | Sportarten               | Sportarten               | Sportarten               | Sportarten               | Medaillen                | Medaillen                | Medaillen                | Medaillen                | Rang                     |
| Jahr      | ∑                        |                          |                          |                          |                          |                          |                          |                          |                          |                          |                          |                          |                          |                          |                          |                          |                          |                          |                          |                          |                          |                          |                          |                          |                          |                          |                          |                          |                          |                          |                          |                          | Medaillen – Gesamt       | Rang                     |
| --------- | ------------------------ | ------------------------ | ------------------------ | ------------------------ | ------------------------ | ------------------------ | ------------------------ | ------------------------ | ------------------------ | ------------------------ | ------------------------ | ------------------------ | ------------------------ | ------------------------ | ------------------------ | ------------------------ | ------------------------ | ------------------------ | ------------------------ | ------------------------ | ------------------------ | ------------------------ | ------------------------ | ------------------------ | ------------------------ | ------------------------ | ------------------------ | ------------------------ | ------------------------ | ------------------------ | ------------------------ | ------------------------ | ------------------------ | ------------------------ |
| 1896–1948 | nicht teilgenommen       | nicht teilgenommen       | nicht teilgenommen       | nicht teilgenommen       | nicht teilgenommen       | nicht teilgenommen       | nicht teilgenommen       | nicht teilgenommen       | nicht teilgenommen       | nicht teilgenommen       | nicht teilgenommen       | nicht teilgenommen       | nicht teilgenommen       | nicht teilgenommen       | nicht teilgenommen       | nicht teilgenommen       | nicht teilgenommen       | nicht teilgenommen       | nicht teilgenommen       | nicht teilgenommen       | nicht teilgenommen       | nicht teilgenommen       | nicht teilgenommen       | nicht teilgenommen       | nicht teilgenommen       | nicht teilgenommen       | nicht teilgenommen       | nicht teilgenommen       | nicht teilgenommen       | nicht teilgenommen       | nicht teilgenommen       | nicht teilgenommen       | nicht teilgenommen       | nicht teilgenommen       |
| 1952–1988 | Teil der Sowjetunion     | Teil der Sowjetunion     | Teil der Sowjetunion     | Teil der Sowjetunion     | Teil der Sowjetunion     | Teil der Sowjetunion     | Teil der Sowjetunion     | Teil der Sowjetunion     | Teil der Sowjetunion     | Teil der Sowjetunion     | Teil der Sowjetunion     | Teil der Sowjetunion     | Teil der Sowjetunion     | Teil der Sowjetunion     | Teil der Sowjetunion     | Teil der Sowjetunion     | Teil der Sowjetunion     | Teil der Sowjetunion     | Teil der Sowjetunion     | Teil der Sowjetunion     | Teil der Sowjetunion     | Teil der Sowjetunion     | Teil der Sowjetunion     | Teil der Sowjetunion     | Teil der Sowjetunion     | Teil der Sowjetunion     | Teil der Sowjetunion     | Teil der Sowjetunion     | Teil der Sowjetunion     | Teil der Sowjetunion     | Teil der Sowjetunion     | Teil der Sowjetunion     | Teil der Sowjetunion     | Teil der Sowjetunion     |
| 1992      | Teil des Vereinten Teams | Teil des Vereinten Teams | Teil des Vereinten Teams | Teil des Vereinten Teams | Teil des Vereinten Teams | Teil des Vereinten Teams | Teil des Vereinten Teams | Teil des Vereinten Teams | Teil des Vereinten Teams | Teil des Vereinten Teams | Teil des Vereinten Teams | Teil des Vereinten Teams | Teil des Vereinten Teams | Teil des Vereinten Teams | Teil des Vereinten Teams | Teil des Vereinten Teams | Teil des Vereinten Teams | Teil des Vereinten Teams | Teil des Vereinten Teams | Teil des Vereinten Teams | Teil des Vereinten Teams | Teil des Vereinten Teams | Teil des Vereinten Teams | Teil des Vereinten Teams | Teil des Vereinten Teams | Teil des Vereinten Teams | Teil des Vereinten Teams | Teil des Vereinten Teams | Teil des Vereinten Teams | Teil des Vereinten Teams | Teil des Vereinten Teams | Teil des Vereinten Teams | Teil des Vereinten Teams | Teil des Vereinten Teams |
| 1996      | 34                       | 27                       | 7                        |                          | 1                        | 5                        | 1                        | 1                        | 6                        |                          |                          | 2                        | 1                        |                          | 1                        | 8                        |                          | 3                        |                          | 2                        |                          |                          |                          |                          |                          |                          |                          | 1                        | 2                        |                          |                          | 2                        | 2                        | 68                       |
| 2000      | 36                       | 27                       | 9                        |                          | 3                        | 2                        |                          | 3                        | 6                        |                          |                          | 2                        |                          |                          | 1                        | 13                       |                          | 2                        | 1                        |                          |                          |                          |                          |                          |                          | 1                        |                          | 1                        | 1                        |                          |                          | 6                        | 6                        | 68                       |
| 2004      | 32                       | 26                       | 6                        |                          | 2                        | 2                        |                          | 2                        | 7                        |                          |                          | 3                        |                          |                          |                          | 12                       |                          | 1                        | 1                        |                          |                          |                          |                          |                          |                          | 1                        |                          | 1                        |                          | 2                        | 2                        |                          | 4                        | 32                       |
| 2008      | 35                       | 27                       | 8                        | 4                        | 2                        | 2                        |                          | 3                        | 7                        |                          |                          | 2                        |                          |                          |                          | 10                       |                          | 1                        | 2                        |                          |                          |                          |                          |                          |                          | 1                        |                          | 1                        |                          | 3                        | 2                        | 2                        | 7                        | 28                       |
| 2012      | 34                       | 28                       | 6                        |                          | 1                        |                          |                          | 3                        | 7                        |                          |                          | 4                        |                          | 1                        |                          | 13                       |                          | 1                        | 1                        |                          |                          |                          |                          | 2                        |                          | 1                        |                          |                          |                          | 1                        | 2                        | 3                        | 6                        | 40                       |
| 2016      | 40                       | 30                       | 10                       |                          | 3                        |                          | 1                        | 4                        | 8                        | 1                        |                          | 5                        |                          |                          | 1                        | 11                       |                          | 2                        | 2                        |                          |                          |                          |                          | 1                        |                          | 1                        |                          |                          |                          | 2                        | 1                        | 4                        | 7                        | 38                       |
| 2020      | 33                       | 27                       | 6                        |                          |                          | 3                        | 1                        | 4                        | 9                        |                          | 1                        | 5                        |                          |                          | 1                        | 7                        |                          | 1                        | 1                        |                          |                          |                          |                          |                          |                          |                          |                          |                          |                          | 2                        | 5                        | 1                        | 8                        | 33                       |
| 2024      | 28                       | 21                       | 7                        |                          |                          | 2                        | 1                        | 3                        | 10                       |                          |                          | 1                        |                          |                          |                          | 7                        |                          | 1                        | 2                        |                          |                          |                          |                          |                          |                          | 1                        |                          |                          |                          | 3                        | 3                        | 1                        | 7                        | 24                       |
| Gesamt    | Gesamt                   | Gesamt                   | Gesamt                   | Gesamt                   | Gesamt                   | Gesamt                   | Gesamt                   | Gesamt                   | Gesamt                   | Gesamt                   | Gesamt                   | Gesamt                   | Gesamt                   | Gesamt                   | Gesamt                   | Gesamt                   | Gesamt                   | Gesamt                   | Gesamt                   | Gesamt                   | Gesamt                   | Gesamt                   | Gesamt                   | Gesamt                   | Gesamt                   | Gesamt                   | Gesamt                   | Gesamt                   | Gesamt                   | 13                       | 15                       | 19                       | 47                       |                          |

### Winterspiele
| Jahr      | Athleten                 | Athleten                 | Athleten                 | Sportarten               | Sportarten               | Sportarten               | Sportarten               | Sportarten               | Sportarten               | Sportarten               | Sportarten               | Sportarten               | Sportarten               | Sportarten               | Medaillen                | Medaillen                | Medaillen                | Medaillen                | Rang                     |
| Jahr      | ∑                        |                          |                          |                          |                          |                          |                          |                          |                          |                          |                          |                          |                          |                          |                          |                          |                          | Medaillen – Gesamt       | Rang                     |
| --------- | ------------------------ | ------------------------ | ------------------------ | ------------------------ | ------------------------ | ------------------------ | ------------------------ | ------------------------ | ------------------------ | ------------------------ | ------------------------ | ------------------------ | ------------------------ | ------------------------ | ------------------------ | ------------------------ | ------------------------ | ------------------------ | ------------------------ |
| 1924–1952 | nicht teilgenommen       | nicht teilgenommen       | nicht teilgenommen       | nicht teilgenommen       | nicht teilgenommen       | nicht teilgenommen       | nicht teilgenommen       | nicht teilgenommen       | nicht teilgenommen       | nicht teilgenommen       | nicht teilgenommen       | nicht teilgenommen       | nicht teilgenommen       | nicht teilgenommen       | nicht teilgenommen       | nicht teilgenommen       | nicht teilgenommen       | nicht teilgenommen       | nicht teilgenommen       |
| 1956–1988 | Teil der Sowjetunion     | Teil der Sowjetunion     | Teil der Sowjetunion     | Teil der Sowjetunion     | Teil der Sowjetunion     | Teil der Sowjetunion     | Teil der Sowjetunion     | Teil der Sowjetunion     | Teil der Sowjetunion     | Teil der Sowjetunion     | Teil der Sowjetunion     | Teil der Sowjetunion     | Teil der Sowjetunion     | Teil der Sowjetunion     | Teil der Sowjetunion     | Teil der Sowjetunion     | Teil der Sowjetunion     | Teil der Sowjetunion     | Teil der Sowjetunion     |
| 1992      | Teil des Vereinten Teams | Teil des Vereinten Teams | Teil des Vereinten Teams | Teil des Vereinten Teams | Teil des Vereinten Teams | Teil des Vereinten Teams | Teil des Vereinten Teams | Teil des Vereinten Teams | Teil des Vereinten Teams | Teil des Vereinten Teams | Teil des Vereinten Teams | Teil des Vereinten Teams | Teil des Vereinten Teams | Teil des Vereinten Teams | Teil des Vereinten Teams | Teil des Vereinten Teams | Teil des Vereinten Teams | Teil des Vereinten Teams | Teil des Vereinten Teams |
| 1994      | 5                        | 5                        | 0                        |                          |                          |                          |                          |                          |                          | 2                        | 2                        |                          | 1                        |                          |                          |                          |                          |                          |                          |
| 1998      | 4                        | 3                        | 1                        |                          |                          |                          |                          |                          |                          |                          | 2                        |                          | 2                        |                          |                          |                          |                          |                          |                          |
| 2002      | 4                        | 3                        | 1                        |                          |                          |                          | 1                        |                          |                          |                          | 2                        |                          | 1                        |                          |                          |                          |                          |                          |                          |
| 2006      | 3                        | 2                        | 1                        |                          |                          |                          | 2                        |                          |                          |                          | 2                        |                          |                          |                          |                          |                          |                          |                          |                          |
| 2010      | 6                        | 3                        | 3                        |                          |                          |                          | 3                        |                          |                          |                          | 3                        |                          |                          |                          |                          |                          |                          |                          |                          |
| 2014      | 4                        | 2                        | 2                        |                          |                          |                          | 1                        |                          |                          |                          | 3                        |                          |                          |                          |                          |                          |                          |                          |                          |
| 2018      | 4                        | 3                        | 1                        |                          |                          |                          | 1                        |                          |                          | 1                        | 2                        |                          |                          |                          |                          |                          |                          |                          |                          |
| 2022      | 9                        | 5                        | 4                        |                          |                          |                          | 6                        |                          |                          | 1                        | 2                        |                          |                          |                          |                          |                          |                          |                          |                          |
| Gesamt    | Gesamt                   | Gesamt                   | Gesamt                   | Gesamt                   | Gesamt                   | Gesamt                   | Gesamt                   | Gesamt                   | Gesamt                   | Gesamt                   | Gesamt                   | Gesamt                   | Gesamt                   | Gesamt                   | 0                        | 0                        | 0                        | 0                        |                          |

## Nodar Kumaritaschwili
Am 12. Februar 2010 verunglückte der Rennrodler Nodar Kumaritaschwili beim Training für den Einzelwettbewerb bei den Olympischen Winterspielen von Vancouver tödlich. Das Unglück ereignete sich nur wenige Stunden vor der Eröffnungsfeier. Der georgische Rodler gilt als der vierte qualifizierte Teilnehmer von Olympischen Winterspielen, der in der Vorbereitung auf seinen Wettkampf zu Tode kam.
Nodar Kumaritaschwili wird in den IOC-Teilnehmerlisten nicht aufgeführt, daher wird auch in der obigen Liste die Teilnehmerzahl für die Athleten bei den Spielen von Vancouver mit sechs angegeben.